# Cherrueix
Cherrueix est une commune française située en bord de mer dans le département d'Ille-et-Vilaine, en région Bretagne, entre Saint-Malo et Le Mont-Saint-Michel et peuplée de 1 106 habitants.

## Géographie
Cherrueix est une commune littorale située au nord du département d'Ille-et-Vilaine. Bordée par la Manche, cette commune de 1 106 habitants se situe au cœur de la partie bretonne de la baie du mont Saint-Michel, à une vingtaine de kilomètres de Saint-Malo et à 8 km de Dol-de-Bretagne (TGV pour Paris). Du bord de mer on voit par temps clair de gauche à droite Cancale, les îles Chausey, Granville et enfin le mont Saint-Michel.

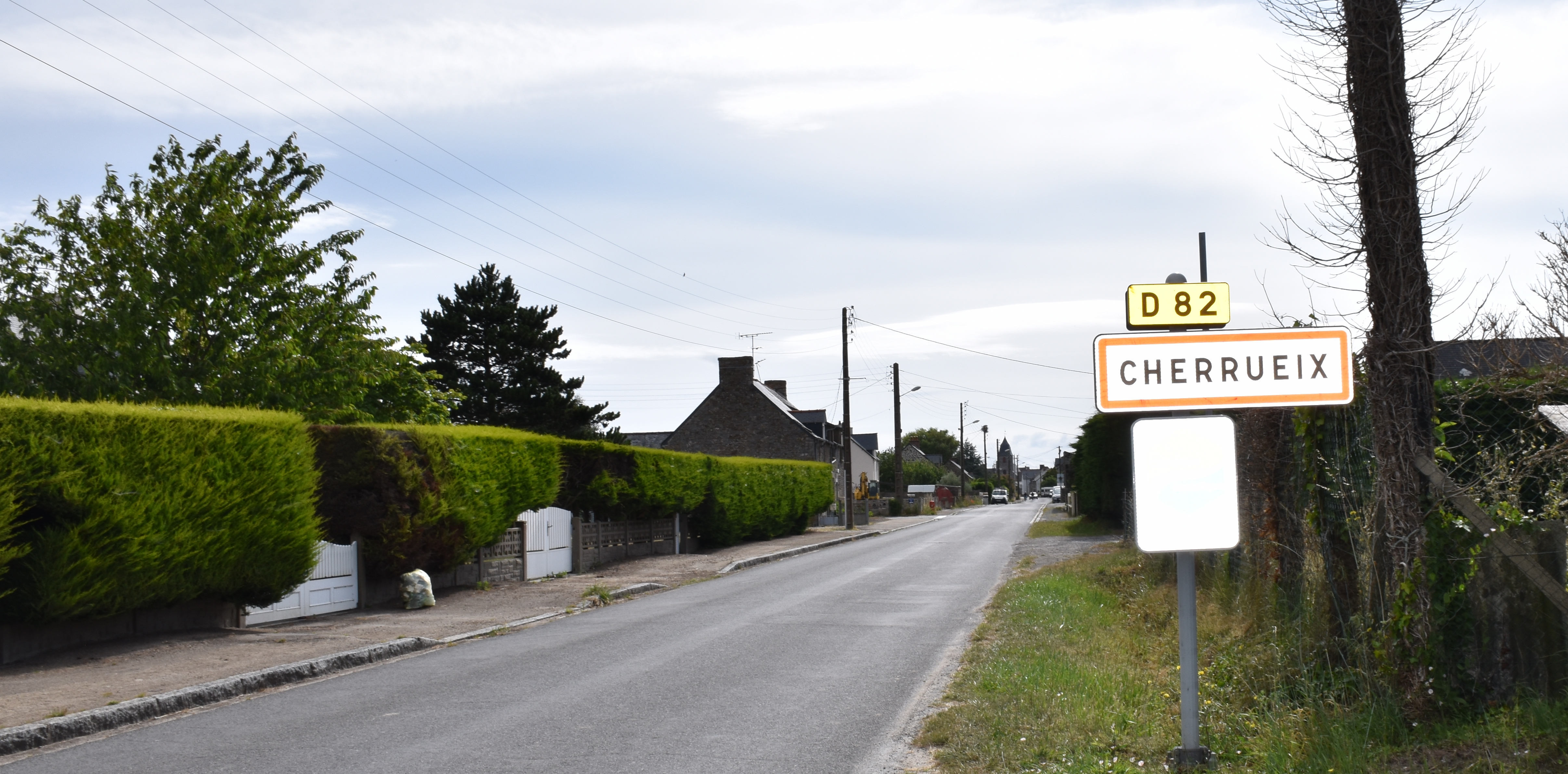
Une entrée de la commune.

### Biogéographie
Du point de vue de la richesse de la flore, Cherrueix compte parmi les communes du département possédant dans leurs différents biotopes un nombre important de taxons, soit 429 pour une moyenne communale de 348 taxons et un total départemental de 1 373 taxons (118 familles). Plus que ce nombre, il faut considérer 45 taxons à forte valeur patrimoniale (total de 207) ; 32 taxons protégés et 21 appartenant à la liste rouge du Massif armoricain (total départemental de 237).

### Géologie et relief
Concernant le relief, Cherrueix est sur un banc de sable assez plat, l'arrière pays est plus bas que le bord de mer, la grande partie de la commune (bande de 300 à 400 mètres du bord de mer) est de 2 à 4 mètres d'altitude. Aucune inondation à Cherrueix n'est à déplorer à ce jour. Une inondation a été observée à Dol-de-Bretagne à la suite du débordement du fleuve côtier, le Guyoult, après un an de pluies intenses en 1910.

### Le risque de submersion marine
Un plan du gouvernement contre des inondations (le PPR) fut bouclé en 2014 pour les communes du littoral breton et pourrait inclure un renforcement de la digue de la Duchesse Anne.
Selon un index global correspondant à l'agrégation de 5 critères effectué en 2011 par l'Observatoire National des Risques Naturels,  Cherrueix est, après La Fresnais et Penmarch, la troisième commune de Bretagne la plus exposée au risque de submersion marine avec 100 % de sa population totale concernée et 18,76 hectares de bâti exposé au risque de submersion.

### Hydrographie
Pour un article plus général, voir Réseau hydrographique d'Ille-et-Vilaine.
La commune est située dans le bassin Loire-Bretagne. Elle est drainée par la Banche, le canal de la banche et le essai du bois robin,le essai du Pont Alban,,.
La Banche, d'une longueur de 23 km, prend sa source dans la commune de Saint-Marcan et se jette  dans le Guyoult à Mont-Dol, après avoir traversé six communes. 

### Climat
Pour des articles plus généraux, voir Climat de la Bretagne et Climat d'Ille-et-Vilaine.
En 2010, le climat de la commune est de type climat océanique franc, selon une étude du CNRS s'appuyant sur une série de données couvrant la période 1971-2000. En 2020, Météo-France publie une typologie des climats de la France métropolitaine dans laquelle la commune est exposée à un climat océanique et est dans la région climatique  Bretagne orientale et méridionale, Pays nantais, Vendée, caractérisée par une faible pluviométrie en été et une bonne insolation. Parallèlement l'observatoire de l'environnement en Bretagne publie en 2020 un zonage climatique de la région Bretagne, s'appuyant sur des données de Météo-France de 2009. La commune est, selon ce zonage, dans la zone « Intérieur », exposée à un climat médian, à dominante océanique.  
Pour la période 1971-2000, la température annuelle moyenne est de 11,5 °C, avec une amplitude thermique annuelle de 12 °C. Le cumul annuel moyen de précipitations est de 730 mm, avec 12,2 jours de précipitations en janvier et 6,9 jours en juillet. Pour la période 1991-2020, la température moyenne annuelle observée sur la station météorologique la plus proche, située sur la commune de Pontorson à 16 km à vol d'oiseau, est de 11,9 °C et le cumul annuel moyen de précipitations est de 821,3 mm,. Pour l'avenir, les paramètres climatiques de la commune estimés pour 2050 selon différents scénarios d'émission de gaz à effet de serre sont consultables sur un site dédié publié par Météo-France en novembre 2022.

## Urbanisme

### Typologie
Au 1er janvier 2024, Cherrueix est catégorisée commune rurale à habitat dispersé, selon la nouvelle grille communale de densité à sept niveaux définie par l'Insee en 2022.
Elle est située hors unité urbaine et hors attraction des villes,.
La commune, bordée par la Manche, est également une commune littorale au sens de la loi du 3 janvier 1986, dite loi littoral. Des dispositions spécifiques d'urbanisme s'y appliquent dès lors afin de préserver les espaces naturels, les sites, les paysages et l'équilibre écologique du littoral, tel le principe d'inconstructibilité, en dehors des espaces urbanisés, sur la bande littorale des 100 mètres, ou plus si le plan local d'urbanisme le prévoit.

### Occupation des sols
L'occupation des sols de la commune, telle qu'elle ressort de la base de données européenne d'occupation biophysique des sols Corine Land Cover (CLC), est marquée par l'importance des territoires agricoles (91,2 % en 2018), une proportion identique à celle de 1990 (91,2 %). La répartition détaillée en 2018 est la suivante : 
terres arables (78,5 %), zones agricoles hétérogènes (12,6 %), zones urbanisées (8,4 %), espaces ouverts, sans ou avec peu de végétation (0,3 %), zones humides côtières (0,1 %). L'évolution de l'occupation des sols de la commune et de ses infrastructures peut être observée sur les différentes représentations cartographiques du territoire : la carte de Cassini (XVIIIe siècle), la carte d'état-major (1820-1866) et les cartes ou photos aériennes de l'IGN pour la période actuelle (1950 à aujourd'hui).

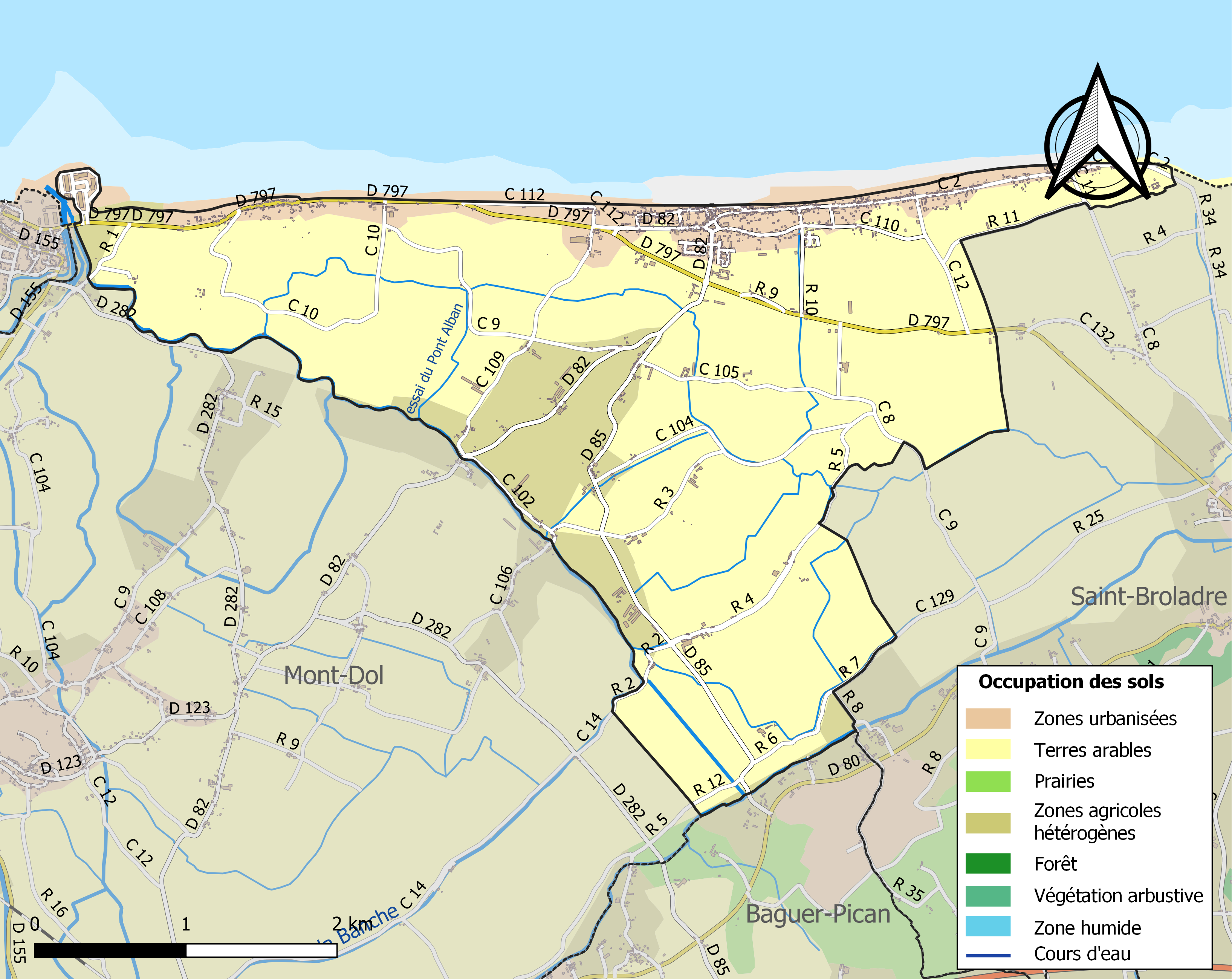
Carte des infrastructures et de l'occupation des sols de la commune en 2018 (CLC).

## Toponymie
Le nom de la localité est attesté sous les formes Cherri au IXe siècle (forme non assurée) ; Queruer en 1170 ; Charruërs et Charruiers en 1181; Cherruers au XIIe siècle ; Charruers et Charruiers en 1200 ; Cherrueys au XIVe siècle ; Cherruiers en 1420 ; Cherrueys en 1516 ;
Cherruiers en 1624 ; Chervez en 1630 ; Cherveix en 1779,.
Comme les toponymes brittoniques s'avancent jusqu'au Couesnon et que l'on compte quelques communes portant un nom breton dans la région — Baguer-Pican, Roz-Landrieux, etc. —, une étymologie bretonne a été proposée.
D'après les formes anciennes dont on dispose, il peut s'agir du vieux breton kêr « lieu habité, village », dont le [k], noté Qu- ou Ch- dans les formes primitives, se serait palatalisé selon l'évolution phonétique régulière typique du gallo-roman (cf. CABALLU > cheval), à l'exception du normanno-picard. La forme de l'ancien breton est plutôt caer « endroit fortifié, citadelle, forteresse », semblable au gallois caer de même sens,, ce qui rend d'autant plus plausible cette explication. D'ailleurs, on dit en gallo local Chaéruér. Le breton Kerruer est basé sur la forme Queruer de 1170.
L'analyse du second élément -ruer ou -uer pose davantage de problèmes, le breton ru « rue » aurait donné *Cherru, ce qui s'accorde mal avec les attestations anciennes. En outre, la majeure partie des toponymes en Car-, Quer-, Ker- remontant au brittonique sont composés avec un nom de personne.
Le gentilé est Cherrulais.

## Histoire
La paroisse de Cherrueix faisait partie du doyenné de Dol relevant de l'évêché de Dol et était sous le vocable de Notre Dame. Les seigneurs dudit lieu sont désignés de Charuers, de Cheruers ou de Cherrueix, de Laumosne, du Préjan, etc - Famille de l'Évêché de Dol, possessionnée dans le Clos-Poulet au XVIe siècle.

### Développement de la commune
Plusieurs auteurs ont prétendu que le village s'était développé autour d'une forteresse édifiée vers 1030 par le duc Robert de Normandie lors de sa guerre contre les Bretons. C'est une erreur, le château signalé par les chroniqueurs de l'époque était celui de Charuel à Sacey dans la Manche.
Le développement de Cherrueix s'est surtout effectué en bordure de mer où se sont développés de nombreux petits hameaux qui forment le bourg de Cherrueix. Les terres étant autrefois principalement affectées à l'activité agricole.
Les constructions traditionnelles étaient faites à partir de murs en torchis et une couverture en chaume. Ces constructions ont été abandonnées avec le temps et ont quasiment disparu au profit des murs en pierre (granite notamment) et de la couverture en ardoise.
Développement récent :
Avec l'arrivée en 2005 du TGV Paris ↔ Dol-de-Bretagne et Saint-Malo, le village est en plein développement, la population est en croissance constante.
Depuis 2017, la LGV Bretagne-Pays de la Loire met Dol-de-Bretagne à moins de 2 h de Paris.
De petits lotissements (une dizaine de maisons) font leurs apparitions ces dernières années ou sont en cours de création. Un avantage de Cherrueix par rapport aux d'autres villages de la baie est que la départementale passe derrière le village, ce qui donne une tranquillité et une sécurité recherchée par les habitants.
À la suite de la tempête Xynthia en Vendée, les permis de construire sont suspendus sur une bande de 100 mètres derrière la digue car de nouvelles mesures de protection sont à l'étude pour les zones à risque comme obligation des chambres à l'étage concernant les zones inondables d'un mètre d'eau.
Une partie de Cherrueix est donc en zone submersible. (voir le plan de prévention des risques de submersion dirigé par l'État).
Plusieurs associations écologiques veillent à la protection et à la qualité de vie de ce village de bord de mer.
Il y a récemment un foyer de vie pour handicapés et un nouveau centre médical.

## Politique et administration

La mairie.

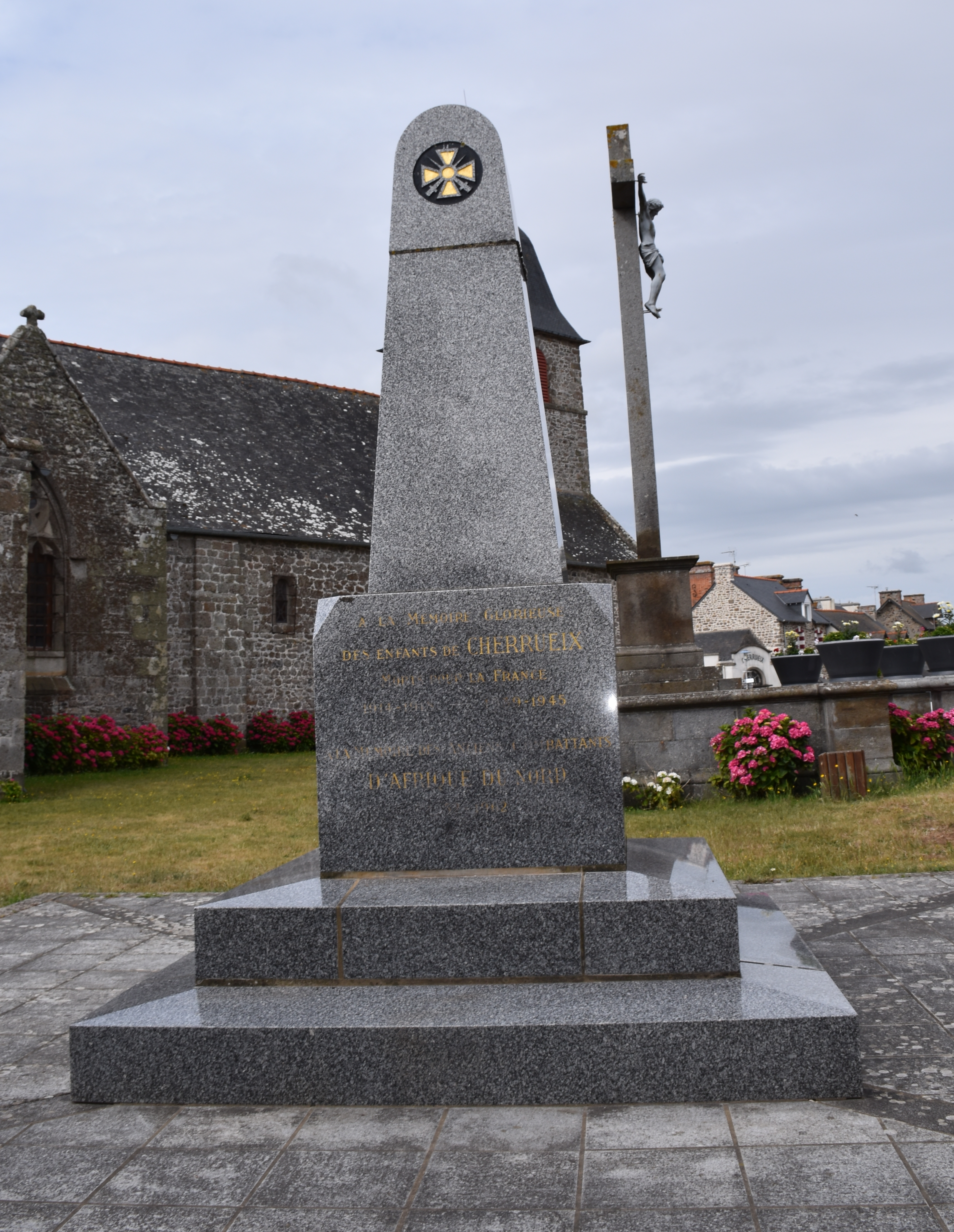
Le monument aux morts.

## Héraldique
| Blason de Cherrueix | Blason  | D'argent au lion de sable. |
| Blason de Cherrueix | Détails |                            |

## Démographie
L'évolution du nombre d'habitants est connue à travers les recensements de la population effectués dans la commune depuis 1793. Pour les communes de moins de 10 000 habitants, une enquête de recensement portant sur toute la population est réalisée tous les cinq ans, les populations de référence des années intermédiaires étant quant à elles estimées par interpolation ou extrapolation. Pour la commune, le premier recensement exhaustif entrant dans le cadre du nouveau dispositif a été réalisé en 2007.
En 2022, la commune comptait 1 106 habitants, en évolution de −1,34 % par rapport à 2016 (Ille-et-Vilaine : +5,46 %, France hors Mayotte : +2,11 %).
| 1793  | 1800  | 1806  | 1821  | 1831  | 1836  | 1841  | 1846  | 1851  |
| ----- | ----- | ----- | ----- | ----- | ----- | ----- | ----- | ----- |
| 1 509 | 1 546 | 1 595 | 1 731 | 1 917 | 1 823 | 1 788 | 1 876 | 1 783 |

| 1856  | 1861  | 1866  | 1872  | 1876  | 1881  | 1886  | 1891  | 1896  |
| ----- | ----- | ----- | ----- | ----- | ----- | ----- | ----- | ----- |
| 1 918 | 1 780 | 1 883 | 1 766 | 1 835 | 1 847 | 1 876 | 1 851 | 1 778 |

| 1901  | 1906  | 1911  | 1921  | 1926  | 1931  | 1936  | 1946  | 1954  |
| ----- | ----- | ----- | ----- | ----- | ----- | ----- | ----- | ----- |
| 1 780 | 1 697 | 1 585 | 1 438 | 1 305 | 1 251 | 1 224 | 1 246 | 1 164 |

| 1962  | 1968 | 1975  | 1982  | 1990 | 1999 | 2006  | 2007  | 2012  |
| ----- | ---- | ----- | ----- | ---- | ---- | ----- | ----- | ----- |
| 1 065 | 997  | 1 030 | 1 016 | 983  | 955  | 1 125 | 1 150 | 1 131 |

| 2017  | 2022  | - | - | - | - | - | - | - |
| ----- | ----- | - | - | - | - | - | - | - |
| 1 110 | 1 106 | - | - | - | - | - | - | - |

## Économie
Les trois principales activités économiques de Cherrueix sont la mytiliculture, l'agriculture et le tourisme.
Le port du Vivier-Cherrueix est le 1er port mytilicole de France. La moule de bouchot de la baie du Mont Saint-Michel représente 1/6 de la production nationale. Elle est le seul produit de la mer à avoir réussi à décrocher la très enviée Appellation d'Origine Contrôlée (AOC). Ce label a été obtenu en 2006 et s'étend sur sept communes dont Cherrueix. 99 % des producteurs locaux, soit 60 entreprises, ont adhéré au cahier des charges très strict qui encadre l'AOC, synonyme de terroir et de qualité.
Il y a maintenant la Maison des produits du terroir et de la gastronomie.
L'agriculture est une activité très ancienne sur la commune de Cherrueix qu'il s'agisse d'élevage, de production céréalière ou de production légumière. Toutefois l'élevage a progressivement disparu ces 30 dernières années au profit de la production. céréalière et surtout maraîchère. La principale production de la commune est l'ail. Cet ail est en attente de certification IGP afin de protéger sa production et imposer des règles de production précises.
La réglementation impose que la pêche à pied (crevette, coques) soit effectué par un professionnel ou en présence d'une personne habilitée.
En période estivale, l'activité touristique soutient fortement l'économie de la commune.
Cherrueix étant accessible facilement par l'autoroute A84 (E03) et maintenant par le TGV à deux heures de Paris en 2017, la commune possède deux campings, de nombreux gîtes et chambres d'hôtes qui accueillent les estivants. Toutefois le stationnement des camping-cars sur le territoire de la commune et l'utilisation du domaine public maritime durant cette période et durant les périodes de fêtes par la pratique du char à voile pose quelquefois problème et suscite la réaction d'associations écologistes.
La commune bénéficie de tous les commerces de nécessité : une boulangerie, une boucherie, une épicerie, un bar tabac-restaurant, un coiffeur, un institut du bien-être, une kinésithérapeute, deux restaurants, un garage automobile sans compter les ventes de produits locaux comme le foie gras d'oie, les moules, les légumes etc.
Il y a un foyer de vie pour handicapés et un nouveau centre médical.
Il y avait aussi le dernier fabricant de dranets.

## Lieux et monuments

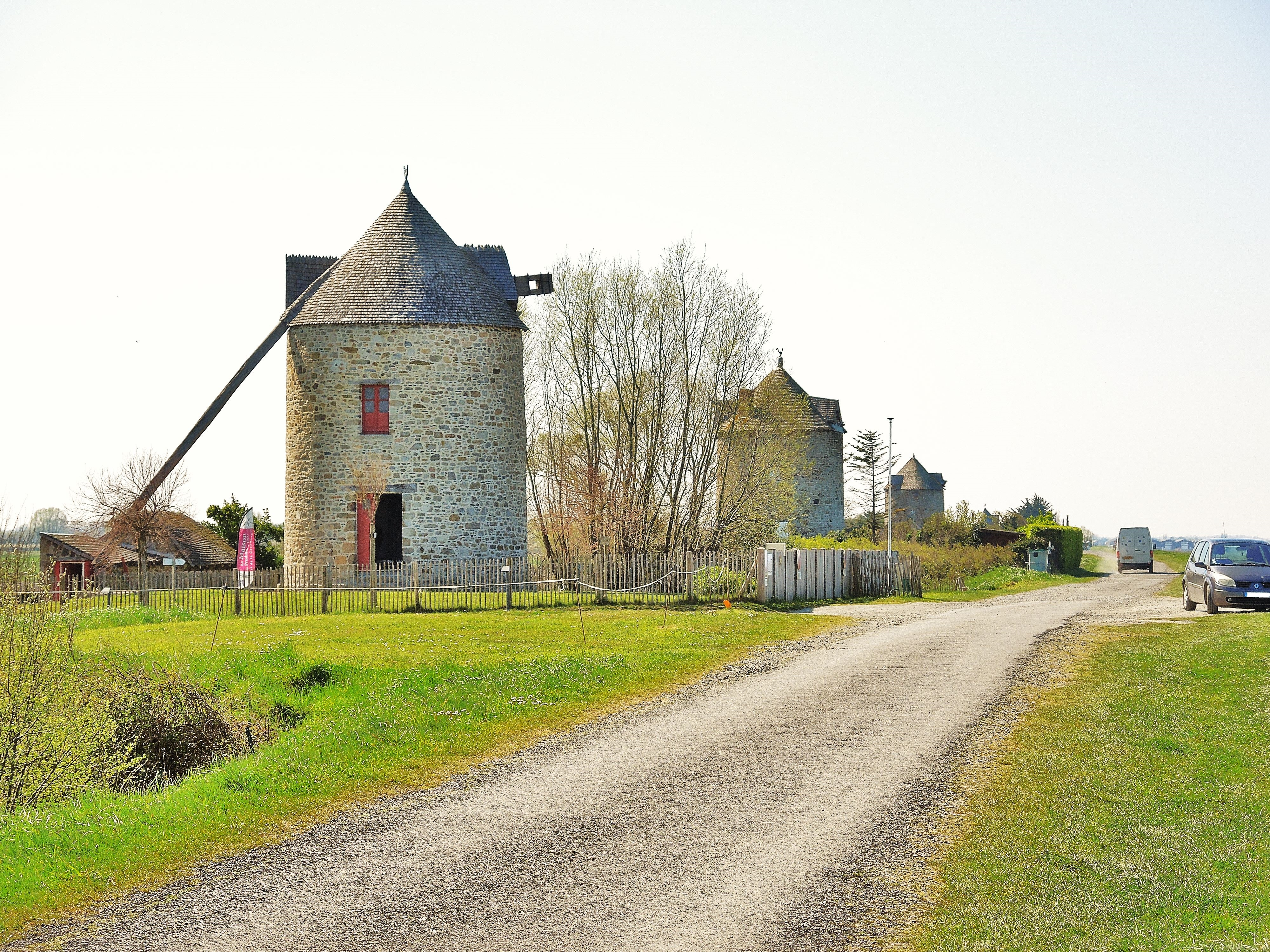
La route de Cancale, bordée d'anciens moulins à vent.

La commune compte trois édifices inscrits au titre des monuments historiques :
- le moulin de la Saline[40],
- le moulin de la Colimassière[41],
- le moulin des Mondrins[42].

Ces trois moulins à vent du XIXe siècle ont été inscrits par arrêté du 7 septembre 1977.
Ils illustrent l'importante activité céréalière du marais de Dol. Sur l'ensemble du territoire de la commune, on a compté jusqu'à 11 moulins en activité. Plus aucun moulin n'est aujourd'hui en activité.
Autres sites et monuments intéressants de la commune :
- L'église Notre-Dame. Elle présente un plan en croix latine couvert de lambris. De l'édifice roman subsistent les murs nord et sud de la nef (petites fenêtres ébrasées et contreforts plats). Au XIVe siècle, le chœur et le transept sont construits. Au XIXe siècle, on construit la sacristie (1819) et la tour à l'ouest (1830). On remanie l'intérieur et certaines fenêtres de la nef sont agrandies[43].
- Notre-Dame-de-la-Garde. Statue de la Vierge érigée en 1888 sur la digue face à la grève et à la Manche qui à marée basse se retire à 7 km. Le 7 mai 1888, l'abbé Richard et l'abbé Blanchard, ont rendu visite aux paroissiens en leur demandant s'ils voulaient faire une offrande afin d'ériger un rocher surmonté d'une statue en fonte de la Vierge. Grâce à la générosité de chacun, la somme a été rapidement réunie. Munie des autorisations des Digues et marais, et de l'accord du cardinal Charles Place de Rennes pour donner le nom de Notre-Dame-de-la-Garde à ce futur monument, la statue a été érigée afin de protéger la baie, les pêcheurs, les marins et les cultivateurs. L'inauguration a eu lieu le 19 août 1888, avec tout le clergé et les prêtres de nombreuses communes environnantes. Les chemins sont transformés en avenue de feuillage, des arcs de triomphe élevés, des ancres, tout cela fait en coquillages. Dans la procession on remarque que les enfants portent les attributs des corps de métier de la commune, gerbe de blé, filet de pêcheur. Six mille personnes assistent à la bénédiction de la statue après avoir entendu le canon annonçant la cérémonie.
- Maison du bord de mer. Bâtiment autrefois utilisé comme école publique des filles et restauré en 2005. Elle accueille désormais la bibliothèque municipale, un espace d'exposition et de réunion et les associations cherrulaises.
- Le monument aux morts de la Grande Guerre. Construit en 1921 et devenu vétuste, il a été reconstruit en 2006. Sur pression de militants de la laïcité, la croix qui le surmontait a été sciée, bien que le monument initial en comportant une, avait été béni et que l'immense majorité des morts pour la France de ce village breton était chrétienne.
- Le manoir de l'Aumône[44]. Le château, demeure des "sires de l'Aumosne". Les terres appelées aumônes, au Moyen Âge, étaient toujours propriété d'église, offertes à Dieu par piété. Le mot aumône désigne une maison qui a appartenu à une église ou à un monastère et à laquelle étaient annexés des revenus destinés aux pauvres. Il est probable que ce manoir eut une origine religieuse puis fut sécularisé par la suite. C'est une construction Louis XIII, avec des gerbières à frontons arrondis et des corniches modillonnées ; sa porte est surmontée d'une arcature en arc brisé (datée 1619). Il était aux Uguet seigneurs de Cherrueix en 1460, aux de Cherrueix en 1513, aux Franchet pendant la Ligue, aux Uguet au XVIIIe siècle. Le seigneur de l'Aumône était considéré comme seigneur fondateur de la paroisse. Après être devenu une ferme, il est maintenant aménagé en gîte rural et gîte d'étape (22 places pour chevaux). Un camping y est également aménagé et peut recevoir tentes et caravanes.
- Le chemin Dolais. C'est une ancienne voie côtière, dont une branche, à l'est du bourg a produit le nom du lieu-dit le Bas-Chemin, et qui passe à 2,7 km à l'ouest du village au hameau de la Rue. À 4,3 km de Cherrueix, l'antique chapelle Sainte-Anne (Saint-Broladre) marque la limite orientale de l'ancien cordon dunaire sur lequel fut aménagé, tôt dans le Moyen Âge ce chemin.
- Le banc des Hermelles.  Récif sableux élaboré par de petits vers marins constructeurs, qui en font leur habitat. Le Banc des Hermelles s'étend sur 100 ha et atteint 1,50 m de hauteur. C'est un site unique en Europe
- La digue de la Duchesse-Anne ou digue de Bretagne. Digue datant du XIIIe siècle et s'étendant sur 20 km de long de Saint-Méloir-des-Ondes (pointe de château Richeux) jusqu'à la chapelle Sainte-Anne. Tout au long de cette digue, les promeneurs et les joggeurs peuvent contempler une diversité de paysages : marais, polders, grèves.
- Le train marin permet de découvrir en fonction des marées le banc des Hermelles et les pêcheries en bois datant du XIIe siècle.
- La plage offre une vue magnifique sur la mer, les bouchots en marée basse, Cancale et le mont Saint-Michel. De nombreux chars à voile animent le paysage.
- Les bouchots. Ces piquets (pieux) de bois entourés de moules en pleine baie visibles à marée basse.
- La chapelle Sainte-Anne, sur le territoire de Saint-Broladre mais plus proche du bourg de Cherrueix, se trouve au bord de la digue de la Duchesse-Anne.

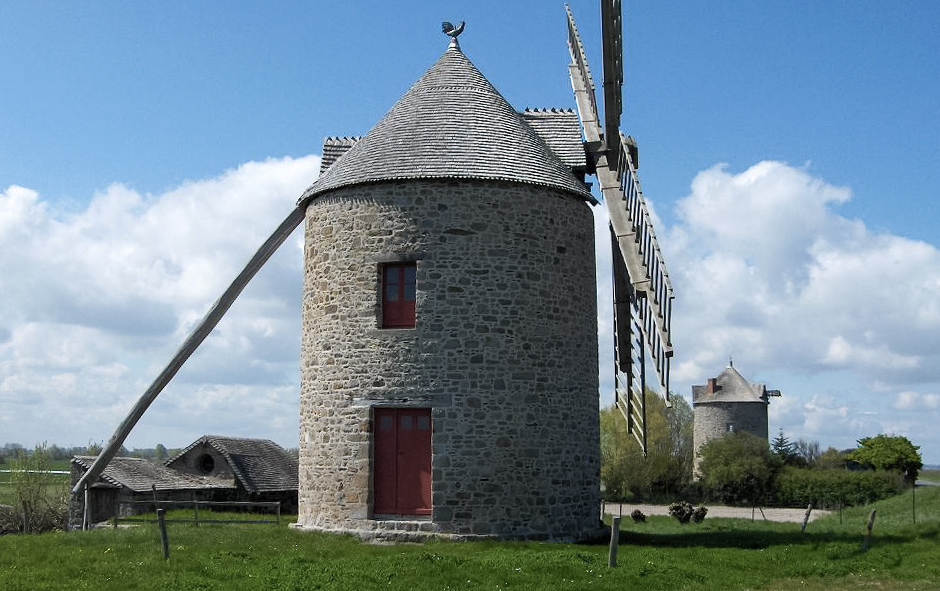
Le moulin de la Saline.
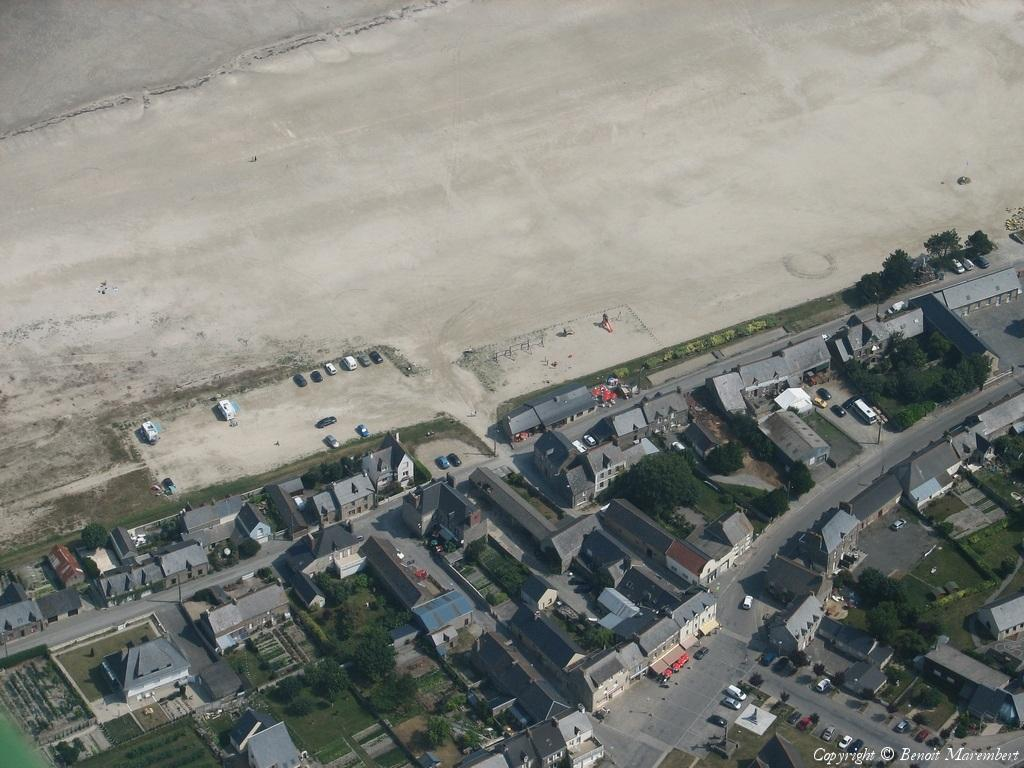
Le bourg et la plage.
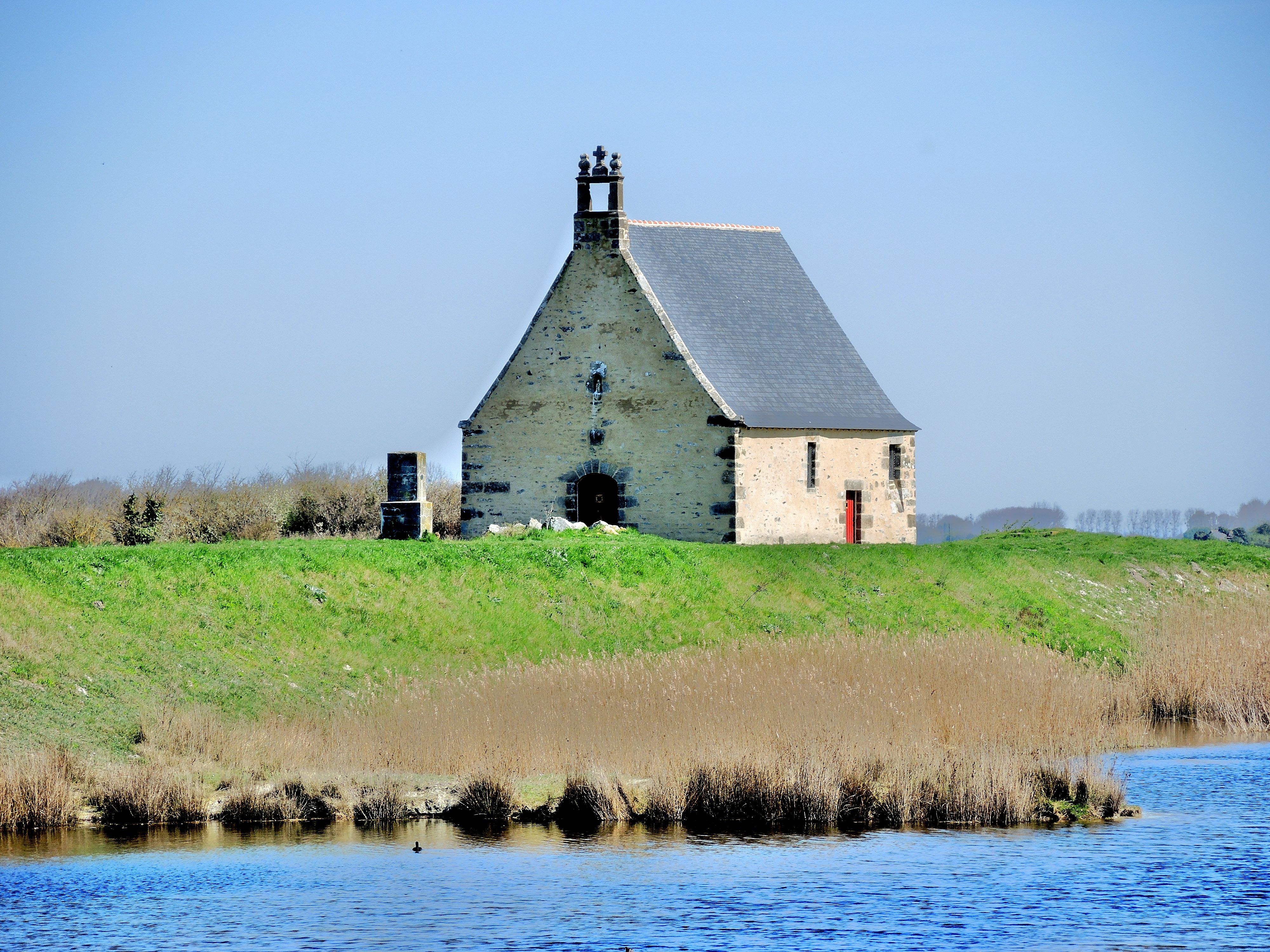
La chapelle Sainte-Anne.
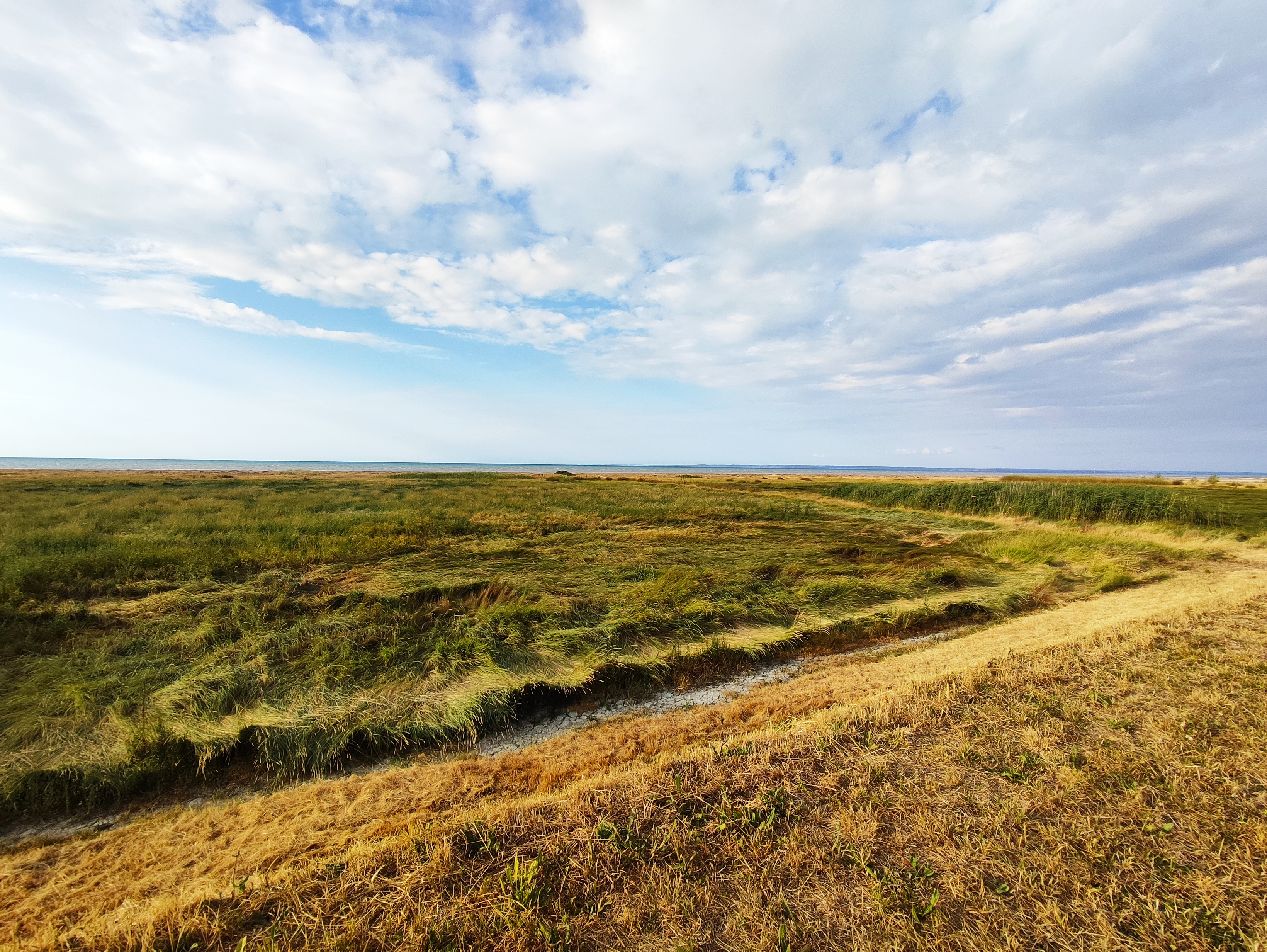
Paysage de la baie du Mont Saint Michel à partir de Cherrueix

L'opération "Grand site" menée dans la baie par les collectivités territoriales et le ministère de l'écologie et du développement durable prévoit la mise en valeur du patrimoine et de Cherrueix ainsi qu'une politique rigoureuse de protection de l'environnement. Elle prévoit notamment l'effacement partiel des réseaux, la création d'une maison de la Baie au moulin de la Saline et des aménagements destinés à concilier fréquentation touristique et protection de la nature.

## Activité et manifestations

### Sports

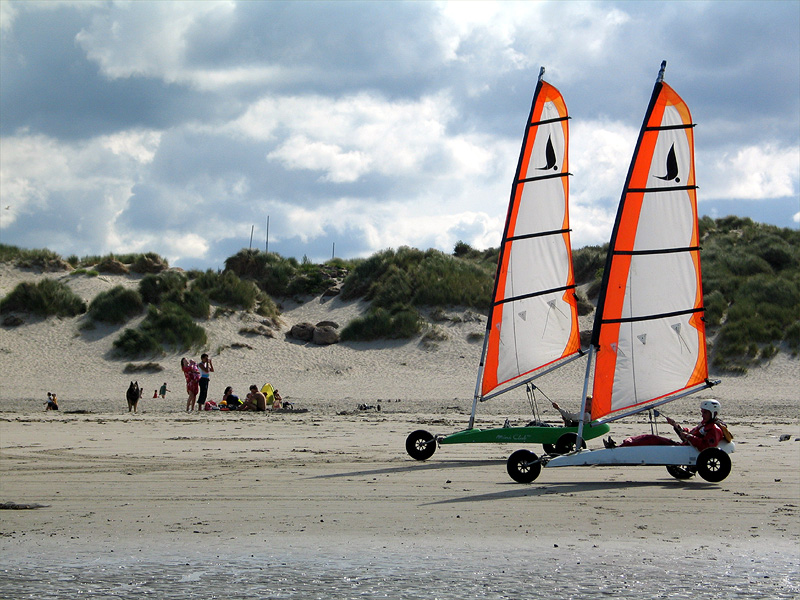
Un char à voile.

Le char à voile est pratiqué sur les sept kilomètres de plage de la commune depuis plus de quarante ans. La commune a déjà accueilli le championnat d'Europe (18-23 août 1969) ainsi que le championnat de France et a accueilli du 8 au 15 juillet 2012 les championnats du monde de char à voile organisés à Cherrueix. Elle s'est porté candidate pour l'organisation des championnats d'Europe.
Le jogging (course à pied) est pratiqué le plus souvent sur la digue, le long de la mer, des moulins jusqu'à la chapelle Sainte-Anne.
Les balades à vélo et le cyclotourisme, 20 km jusqu'au mont Saint-Michel et son nouveau barrage sur le Couesnon, à travers les polders sans croiser une automobile.
Du côté de la chapelle Sainte-Anne se trouve un centre équestre.

### Manifestations
- Marathon de la baie du mont Saint-Michel (en juin) : 5 000 participants[46] ; Cherrueix est à mi-parcours du marathon.
- Fête de l'ail (en juillet) : 10 000 visiteurs en moyenne, la 11e édition s'est déroulée le dimanche 26 juillet 2009.
- Challenge Revert[47] (en août) : compétition de char à voile
- Compétition 2008 de char classe 8 appelé aussi Kite buggy.
- Couleur en Musique : galerie d'art et salle de concerts.

De nombreux artistes sont venus chercher l'inspiration et ont créé des œuvres comme Charles Forget et autres[réf. nécessaire].

### Jumelages
Cherrueix est membre du Comité de jumelages européen de la baie du mont Saint-Michel.
- Reichelsheim (Allemagne) depuis 1994.
- Cambados (Espagne) depuis 1996.
- Suchy Las (Pologne).

## Personnalités liées à la commune
- César Julien Jean Legallois, anatomiste et physiologiste né à Cherrueix le 1er février 1770 et décédé au Kremlin-Bicêtre le 10 février 1814. Considéré comme l'un des pères de la chirurgie cardiaque moderne.  Après des études au collège de Dol-de-Bretagne où il remporta tous les premiers prix de rhétorique, il poursuivit ses études à l'université de Caen.  Il y consacra deux années aux mathématiques et à la philosophie.  Âgé de 19 ans, il commença à étudier l'anatomie à Caen avant de poursuivre ses études médicales à Paris.  Tombé malade, il revient dans sa famille et recouvre la santé.  Désireux de retourner dans la capitale, mais opposé à la Convention, il s'allie aux Fédéralistes avec quelques anciens condisciples caennais.  Après la victoire de la Convention, il échappe de peu à l'échafaud en raison de son instruction qui lui vaudra d'être envoyé dans son département pour y suivre l'exploitation des salpêtres et la fabrication de la poudre.  En 1795, les écoles de médecine rouvrent leurs portes et il fut envoyé par son district à Paris.  Il demanda, avec d'autres étudiants, la création d'une chaire de médecine pratique (ou médecine clinique) en sollicitant qu'elle fut attribuée au citoyen Jean-Nicolas Corvisart. Reçu docteur en 1801, après avoir soutenu une thèse intitulée "Le sang est-il identique dans tous les vaisseaux qu'il parcourt ?", César Legallois devint rapidement, grâce aux fruits de nombreuses expériences sur les animaux, un très grand physiologiste.  En 1803, il fit imprimer "Des Recherches chronologiques sur Hippocrate" où il affirme l'existence du "père de la médecine" là où certains de ses confrères la contestaient.  Quelque temps plus tard, il publia "Sur la Contagion de la fièvre jaune".  Après ces premières publications, l'ouvrage pour lequel César Legallois obtint une renommée internationale dans le milieu médical est celui qu'il publia en 1812 et consacré aux "Expériences sur le principe de la vie" dans lequel il ébauche les techniques de transfusion et de transplantation d'organes.  Cet ouvrage fut traduit aux États-Unis d'Amérique et en Italie peu de temps après sa parution en France.  En 1813, il fut nommé directeur de l'hôpital de Bicêtre.  Peu de temps avant sa mort, il rédigea également l'article sur le cœur dans le dictionnaire des sciences médicales.  Son fils unique, Eugène Legallois, également médecin, mourut en 1831, de retour de Pologne où il combattait une épidémie de choléra[48].
- Henri Busson, universitaire et homme de lettres né à Cherrueix le 12 janvier 1885 et décédé à Bordeaux le 29 décembre 1970. Reçu docteur ès lettres en 1922, avec comme thèse principale "Les sources et le développement du rationalisme dans la littérature française de la Renaissance", il devint professeur honoraire de la faculté des Lettres d'Alger, titulaire de la chaire de langue et littérature françaises du 1er avril 1933 au 12 janvier 1955[49]. Récipiendaire du "prix François Duine 1962"[50]. Auteur, entre autres, de :

1. Les sources et le développement du rationalisme dans la littérature française de la Renaissance (1533-1601), publié en 1922
2. Charles d'Espinay, évêque de Dol, et son œuvre poétique (1531?-1591), publié en 1922
3. La Pensée religieuse française de Charron à Pascal, publié en 1933
4. La Religion des classiques, publié en 1948
5. Littérature et théologie, publié en 1962

- Joseph Lemarié, homme d'Église et homme de lettres né à Cherrueix le 27 juillet 1917 et décédé à Chartres le 15 septembre 2008.